# Халденстьовер
Халденстьовер e порода кучета, произлизаща от Норвегия.

## Произход и описание
За първи път породата е спомената от Бекман през 1895 г. Чистото развъждане на Халденстьовера започва в южноразположения град Халден.Общопризната едва през 1950 г. породата е вече на изчезване. Заради усърдната работа на група ентусиасти по отглеждането ѝ днес породата често може да се види.
Халденстьоверът пораства до 65 cm и 29 kg тегло. Цветът на домашните кучета е бял с черни отличителни знаци. Козината е сгъстена и права. На снимката е изобразен Халденстьовер със средна големина.
Породата се използва за ловуване или за кучета водачи.